# آر مار
آر مار یک ستاره است که در صورت فلکی مار قرار دارد.